# Calcinus explorator
Calcinus explorator is een tienpotigensoort uit de familie van de Diogenidae. De wetenschappelijke naam van de soort is voor het eerst geldig gepubliceerd in 1930 door Boone.